# Lâu đài Bzovík
Lâu đài Bzovík (tiếng Slovakia: Hrad Bzovík) ban đầu là một tu viện dòng Thánh Benedicto (Biển Đức), được xây dựng lại thành một pháo đài (lâu đài), tọa lạc gần làng Bzovík, vùng Banská Bystrica, Slovakia.
Tòa nhà tu viện được thiết kế với mục đích đa chức năng, nên không dễ xác định rõ ràng loại hình di tích kiến trúc. Trong lịch sử, các tu viện thường là mục tiêu tấn công của kẻ thù. Vì vậy, các tu viện phải củng cố bằng các công sự hoặc pháo đài.

## Lịch sử

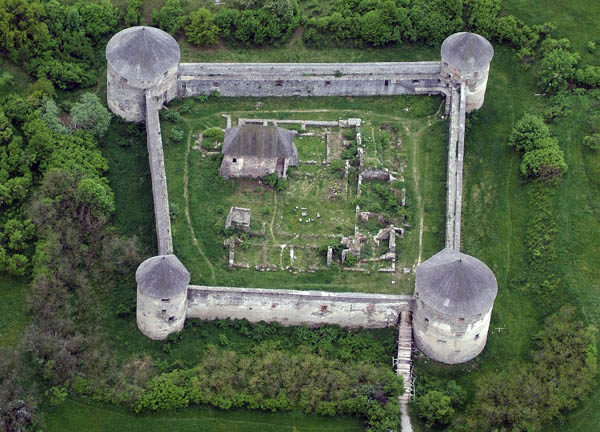
Ảnh chụp từ trên không (2010)

Tu viện dòng Thánh Benedicto (Biển Đức) ở Bzovík được Bá tước Lampert thành lập vào nửa đầu thế kỷ 12. Sau đó, một nhà thờ hai tầng mang phong cách kiến trúc Romanesque được xây thêm vào khu phức hợp tu viện. Trong suốt thế kỷ 15, nhà thờ và tu viện thường là mục tiêu của các cuộc tấn công, bị đốt cháy nhiều lần nhưng ngay lập tức được sửa chữa và xây dựng lại một phần.
Năm 1530, quý tộc Žigmund Balaša trục xuất các tu sĩ ra khỏi tu viện, và ngay sau đó tái thiết tu viện thành một trang viên được bao quanh bởi những công sự đồ sộ. Lúc bấy giờ, những hào nước và pháo đài lớn ở các góc đảm nhiệm chức năng bảo vệ khu vực trang viên.
Đầu thế kỷ 19, tòa nhà rơi vào tình trạng xuống cấp nghiêm trọng. Về sau, Thế chiến thứ hai và sự tàn phá của người dân địa phương đã góp phần khiến tòa nhà ngày càng hoang tàn. Hiện nay, khu vực tàn tích đang được bảo tồn.